# Vlieboot

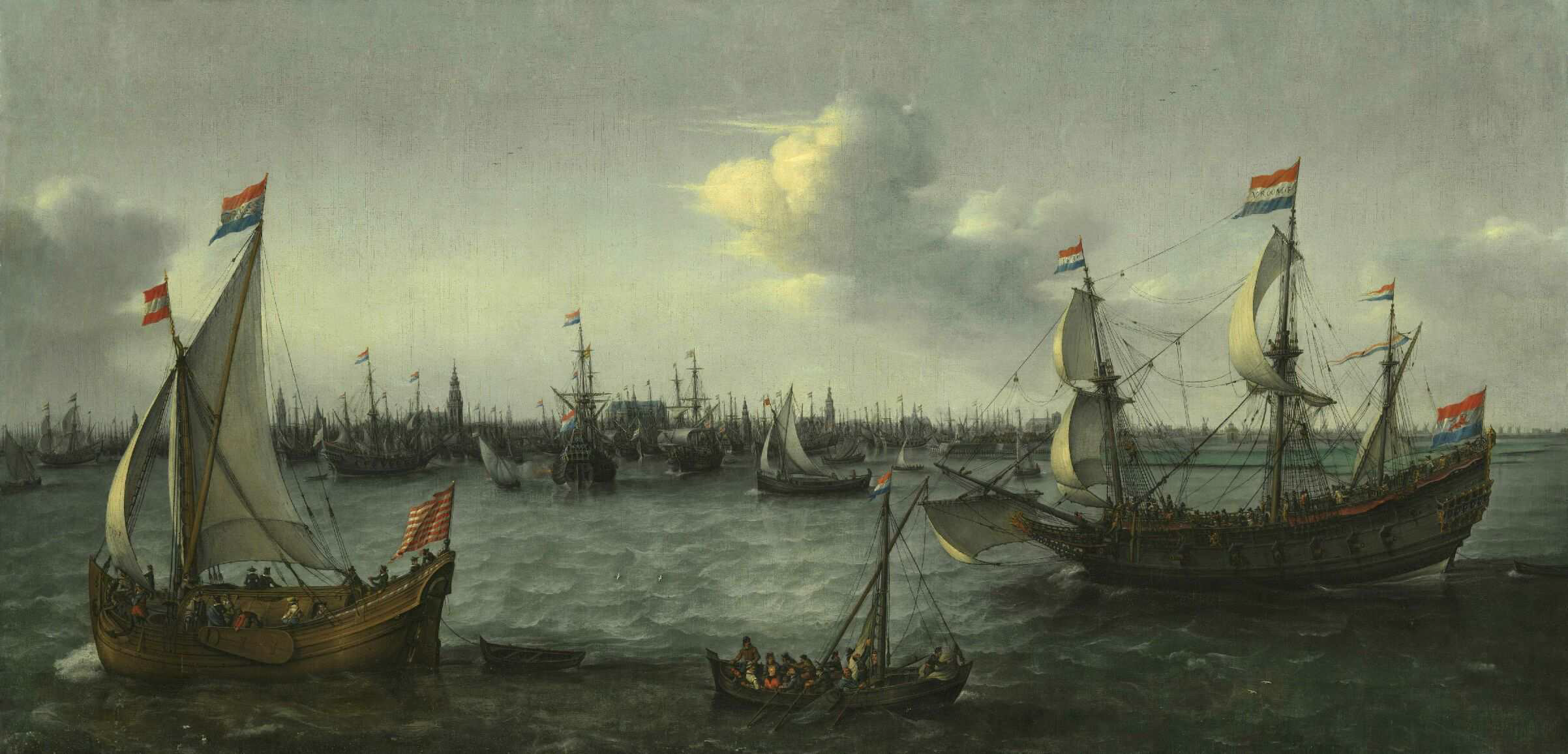
De haven in Amsterdam (1630) door Hendrick Cornelisz Vroom; Vlieboot links, Galjoen rechts

De vlieboot is een Nederlands scheepstype uit de zestiende en zeventiende eeuw.
De vlieboot komt oorspronkelijk uit Nederland, waar er aparte scheepstypen waren om het Vlie te bevaren. Deze worden gekenmerkt door hun twee of maximaal drie masten, geen opbouw, goede wendbaarheid en beperkte diepgang. De schepen werden hoofdzakelijk gebruikt in de tweede helft van de zestiende en de zeventiende eeuw om vanuit de Zuiderzee via het Vlie de Oostzee te bereiken. De schepen werden gebouwd om handelswaar te vervoeren maar werden ook ingezet als oorlogsschepen.

## Oorsprong
Vlieboten werden oorspronkelijk gebouwd om handelswaar te transporteren op het Vlie of andere ondiepe wateren maar al gauw zag men in dat deze ook uitstekend konden gebruikt worden als oorlogsschepen aangezien deze boten een geringe diepgang hadden en zo op plaatsen konden komen waar andere schepen niet geraakten.

## Geschiedenis
De Watergeuzen gebruikten tijdens de Tachtigjarige Oorlog vlieboten om hun troepen te verplaatsen. En ook tijdens de Inname van Den Briel in 1572 werden vlieboten ingezet. In 1588 gebruikte Justinus van Nassau vlieboten om de uitvaart van de soldaten van Alexander Farnese tweemaal tegen te houden en hem zo te verhinderen zich bij de Spaanse Armada te voegen om Engeland binnen te vallen. En in 1609 gebruikt Henry Hudson de Halve Maen om voor de VOC de Atlantische Oceaan over te steken. Later werden de vlieboten gebruikt door kapers en piraten in Europese kustwateren vanwege hun kleine diepgang, goede wendbaarheid en lage prijs.

## Kenmerken
Een vlieboot is een boot met een geringe diepgang en zonder opbouw. De meeste vlieboten waren tussen de 70 en 180 ton zwaar en waren vierkant getuigd. Vlieboten kunnen herkend worden aan hun relatief groot vrijboord en platte achtersteven. De schepen voeren, afhankelijk van hun grootte, maximaal 20 kanonnen van gegoten ijzer. Het dek was laag en uitgerust met netten of traliewerk om kapers te verhinderen aan boord te komen.